# Ischnocolus
Ischnocolus là một chi nhện trong họ Theraphosidae.

## Các loài
Chi này gồm các loài:
- Ischnocolus algericus Thorell, 1875
- Ischnocolus andalusiacus (Simon, 1873)
- Ischnocolus fasciculatus Strand, 1906
- Ischnocolus fuscostriatus Simon, 1885
- Ischnocolus hancocki Smith, 1990
- Ischnocolus holosericeus L. Koch, 1871
- Ischnocolus jickelii L. Koch, 1875
- Ischnocolus maroccanus (Simon, 1873)
- Ischnocolus mogadorensis Simon, 1909
- Ischnocolus numidus Simon, 1909
- Ischnocolus rubropilosus Keyserling, 1891
- Ischnocolus tomentosus Thorell, 1899
- Ischnocolus triangulifer Ausserer, 1871
- Ischnocolus tripolitanus Caporiacco, 1937
- Ischnocolus tunetanus Pavesi, 1880
- Ischnocolus valentinus (Dufour, 1820)